# 硫黄島航空基地
硫黄島航空基地（いおうとうこうくうきち）とは、東京都小笠原村硫黄島内にある硫黄島飛行場を海上自衛隊の硫黄島航空基地隊と航空自衛隊の硫黄島分屯基地が運営・統制する実態を表す通称。

## 概要
飛行場運営者は海上自衛隊であるが、基地の名称は用いておらず、所在の部隊は厚木基地第4航空群隷下の「硫黄島航空基地隊」である。航空自衛隊の航空機もこの飛行場を使用するが、航空自衛隊における名称は「硫黄島分屯基地」であり入間基地の分屯基地として扱われる。が、これらの飛行場施設はアメリカ海軍の硫黄島通信所ともされている。陸上自衛隊は不発弾処理の人員を派遣している。
基地にある滑走路は2,650×60mの1本のみだが、2,650×30mの平行誘導路が、トラブルによる主滑走路閉鎖時に離着陸の可能な緊急滑走路として整備されている。
海上自衛隊は、航空基地施設の維持および飛来する航空機に対する航空管制・給油・救難（救難活動に小笠原諸島の急患輸送も含まれる、第21航空群第21航空隊硫黄島航空分遣隊担当）・司法警察業務（警務隊担当）・売店や食堂の受け持ち、航空自衛隊は硫黄島における飛行訓練の統制や後方支援業務などを担当している。他には、医官が常駐し（海上、航空自衛隊からそれぞれ派遣）、海上自衛隊の救難機に航空自衛隊の医官が添乗して、父島・母島の急患救急搬送を行なうなど、共同して小笠原諸島の医療活動に当たっている。また、硫黄島駐留部隊には直接関係ないが、毎年夏に、海上自衛隊掃海部隊が、硫黄島近海で実機雷敷設・実爆掃海訓練を行っている。
航空自衛隊は主に訓練用の航空基地として使用しており、本土から各種実験飛行、戦闘機部隊が飛来して演習などを行っている。その他に後方支援業務（補給）として入間基地から本島や南鳥島への輸送機の運用もおこなっている。
陸上自衛隊は、太平洋戦争中の不発砲弾処理などの爆発物処理を数名の隊員で行なっている。
また、北関東防衛局（防衛省）の職員が施設整備工事を担当している。施設の一部は、日米地位協定による合意により、駐留軍（米軍）に提供が可能であり、硫黄島通信所として、日本本土（厚木・横田基地）における夜間離着陸訓練（NLP）を含む陸上空母離着陸訓練(FCLP:Field Carrier Landing Practis)の実施による騒音負担軽減のため、米軍艦載機によるFCLPが実施されることがある。このFCLPは1991年から開始され、硫黄島運用困難時三沢、横田、厚木、岩国で代替運用されるとしている。
会計検査院の2020年度決算検査報告では、飛行場に新設された戦術航法装置が2年間に渡り運用されていないことが指摘された。

硫黄島航空基地付近の空中写真。（1978年撮影の6枚を合成作成）

## 沿革
- 1968年（昭和43年）6月26日 - アメリカ軍から返還されたことにより、自衛隊による飛行場の運用を開始[3]。海上自衛隊硫黄島航空基地分遣隊を設置。
- 1970年（昭和45年）5月9日 - 飛行場につき、硫黄島飛行場として運用を開始[4]。
- 1975年（昭和50年）10月10日 - 海上自衛隊硫黄島航空基地分遣隊による飛行場管制業務を開始[5]。
- 1982年（昭和57年）3月27日 - 海上自衛隊が硫黄島救難飛行隊を新編。
- 1984年（昭和59年）1月26日 - 航空自衛隊が硫黄島基地隊を新編。
- 1986年（昭和61年）9月25日 - 海上自衛隊硫黄島航空基地分遣隊による進入管制業務を開始[6]。
- 1991年（平成03年）6月26日 - 航空基地の施設の一部を、硫黄島通信所として提供する[7]。
- 1992年（平成04年）
  - 3月31日 - 航空自衛隊が臨時無人機運用隊を新編。
  - 4月10日 - 海上自衛隊硫黄島航空基地分遣隊が硫黄島航空基地隊に改編される。
- 1994年（平成06年）3月31日 - 航空自衛隊が無人機運用隊を新編。
- 1997年（平成09年）3月31日 - 航空自衛隊が無人機運用隊を廃止。
- 2003年（平成15年）10月1日 - 海上自衛隊硫黄島航空基地隊によるターミナル・レーダー管制業務および着陸誘導管制業務を開始[8]。
- 2007年（平成19年）11月21日 - 硫黄島の名称変更に伴い、15時(UTC)に飛行場名:Iwoto、呼び名:Iwoへ名称変更。
- 2008年（平成20年）3月26日 - 海上自衛隊体制移行による部隊再編に伴い硫黄島救難飛行隊は、第21航空群第73航空隊の硫黄島航空分遣隊に改編。
- 2018年（平成30年）4月2日 - 第73航空隊の廃止に伴い、硫黄島航空分遣隊が第21航空隊隷下に編成替え[9][10]。
- 2022年（令和04年）3月1日 - 海上自衛隊警務隊の改編により、横須賀地方警務隊硫黄島警務分遣隊が硫黄島警務班に改編[11]。

※現在、硫黄島航空基地隊は厚木航空基地の第4航空群隷下にある。

## 民間航空機の緊急着陸
硫黄島は、東京とマリアナ諸島のグアム島・サイパン島を結ぶ民間航空路下に存在することから、民間機を含む緊急避難用としても用いられており、自衛隊の専用飛行場にもかかわらず、国際航空運送協会の3レターコード（IWO）が設定されている。
実際に航空会社の旅客機による緊急着陸が起きた事例として、
- 2003年（平成15年）3月30日には、グアム発仙台行きのコンチネンタル航空931便（ボーイング737）が、エンジン片方停止により緊急着陸した。
- 2014年（平成26年）11月9日には、大阪/関西発グアム行きのデルタ航空294便（ボーイング757-200）が左エンジンの不具合により緊急着陸した。
- 2016年（平成28年）3月4日には、ソウル/仁川発サイパン行きのチェジュ航空3402便（ボーイング737-800）が、右エンジンの不具合により緊急着陸した[12]。

## ギャラリー

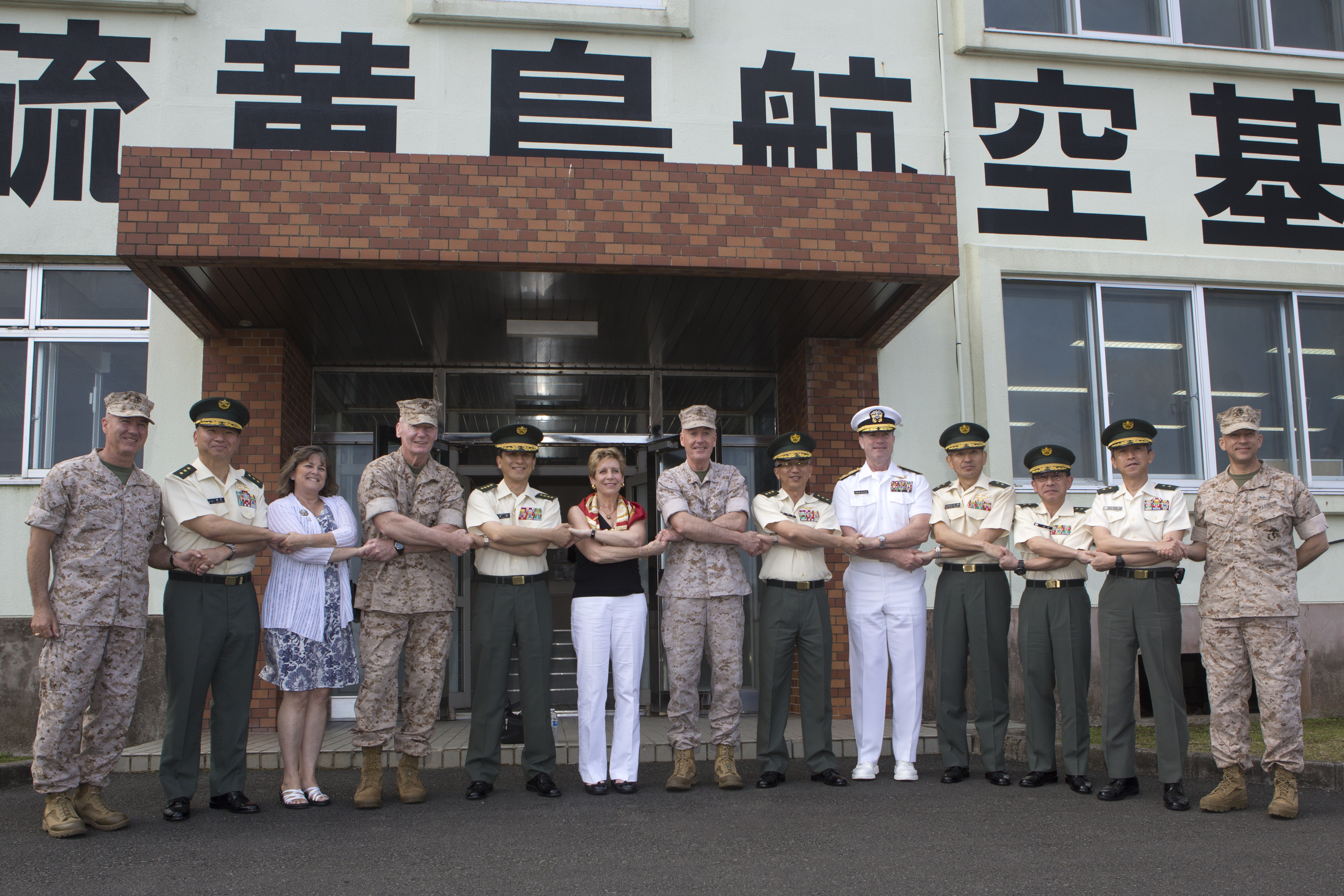
日米硫黄島戦没者合同慰霊追悼顕彰式での集合写真